# Japanagromyza desmodivora
Japanagromyza desmodivora är en tvåvingeart som beskrevs av Spencer 1966. Japanagromyza desmodivora ingår i släktet Japanagromyza och familjen minerarflugor. Inga underarter finns listade i Catalogue of Life.